# Hainchen (Limeshain)
Hainchen ist ein Ortsteil der Gemeinde Limeshain im hessischen Wetteraukreis.

## Geografische Lage
Hainchen liegt zwischen der inneren und äußeren Wetterau auf einer Höhe von 140 m über NN, 8,5 km südwestlich von Büdingen.

## Geschichte

### Mittelalter
Bekanntermaßen erstmals urkundlich erwähnt wird Hainchen am 7. Oktober 1322 als zum Heyne (bei) Lintheim. Damals war der Ortsname Zu dem Hain. 1319 wird ein Pfarrer erwähnt, also existierte eine Kirchengemeinde. Deren Kirche war der Heiligen Margarethe geweiht. Das Patronat lag bei den Grafen von Hanau. Zum Kirchspiel gehörte auch Höchst an der Nidder. Die Kirchengemeinde gehörte zum Erzbistum Mainz. Kirchliche Mittelbehörde war vor der Reformation das Archidiakonat des Propstes von St. Maria ad Gradus in Mainz, Landkapitel Roßdorf.

### Neuzeit
Das Dorf gehörte zur Kellerei Naumburg, die Graf Philipp III. von Hanau-Münzenberg 1561 kaufte. Als Dorf der Grafschaft Hanau-Münzenberg wurde Erbstadt in der Reformation zunächst lutherisch und mit der „Zweiten Reformation“ in der Grafschaft unter Graf Philipp Ludwig II. 1597 reformiert.
1643 wurde die Kellerei – und somit auch Hainchen – seitens der Grafschaft Hanau an die Landgrafschaft Hessen-Kassel verpfändet. Grund waren finanzielle Forderungen von Hessen-Kassel an die Grafschaft Hanau-Münzenberg aus der Befreiung der Stadt Hanau durch Truppen der Landgrafschaft 1636. Das Pfand wurde nicht mehr ausgelöst. 1736, nach dem Tod des letzten Hanauer Grafen, Johann Reinhard III., fiel die gesamte Grafschaft Hanau-Münzenberg an Hessen-Kassel, wurde aber noch 50 Jahre lang als Sekundogenitur für jüngere Prinzen des Hauses Hessen-Kassel, zunächst für  Wilhelm (VIII.) 1736–1751, dann für Wilhelm (IX.) 1760–1786, genutzt. Während dieser Zeit verblieb Hainchen außerhalb dieser Sekundogenitur weiter bei der Landgrafschaft Hessen-Kassel. Erst 1786 kam es zur administrativen Wiedereingliederung der Kellerei Naumburg in die nun hessen-kasselische Grafschaft Hanau. 1803 wurde die Landgrafschaft Hessen-Kassel zum Kurfürstentum Hessen erhoben. Während der napoleonischen Zeit stand Hainchen ab 1806 unter französischer Militärverwaltung, gehörte 1807 bis 1810 zum Fürstentum Hanau, und dann von 1810 bis 1813 zum Großherzogtum Frankfurt, Departement Hanau. Anschließend fiel Hainchen an das Großherzogtum Hessen und wurde dort dem Amt Ortenberg eingegliedert, das 1821 im Landratsbezirk Nidda, ab 1832: Kreis Nidda aufging. Durch die Revolution von 1848 gehörte Hainchen kurzfristig bis 1852 zum Regierungsbezirk Nidda, anschließend zum Kreis Büdingen.
Hessische Gebietsreform (1970–1977)
Zum 31. Dezember 1971 fusionierten im Zuge der Gebietsreform in Hessen die bis dahin selbständigen Gemeinden Hainchen, Himbach und Rommelhausen zur neuen Gemeinde Limeshain.

### Verwaltungsgeschichte im Überblick
Die folgende Liste zeigt die Staaten und Verwaltungseinheiten, denen Hainchen angehört(e):
- vor 1736: Heiliges Römisches Reich, Grafschaft Hanau-Münzenberg, Kellerei Naumburg
- ab 1736: Heiliges Römisches Reich, Landgrafschaft Hessen-Kassel, Grafschaft Hanau-Münzenberg, Kellerei Naumburg
- ab 1806: Kaiserreich Frankreich,[Anm. 2] Fürstentum Hanau, Amt Ortenberg (Militärverwaltung)
- ab 1810: Großherzogtum Hessen (Souveränitätslande), Fürstentum Oberhessen, Amt Ortenberg
- ab 1815: Großherzogtum Hessen (Souveränitätslande), Provinz Oberhessen, Amt Ortenberg[8] (zur Standesherrschaft Stolberg gehörig)
- ab 1821: Großherzogtum Hessen, Provinz Oberhessen, Landratsbezirk Nidda[9][Anm. 3]
- ab 1832: Großherzogtum Hessen, Provinz Oberhessen, Kreis Nidda
- ab 1848: Großherzogtum Hessen, Regierungsbezirk Nidda
- ab 1852: Großherzogtum Hessen, Provinz Oberhessen, Kreis Büdingen
- ab 1867: Norddeutscher Bund,[Anm. 4]  Großherzogtum Hessen, Provinz Oberhessen, Kreis Büdingen
- ab 1871: Deutsches Reich, Großherzogtum Hessen, Provinz Oberhessen, Kreis Büdingen
- ab 1918: Deutsches Reich (Weimarer Republik), Volksstaat Hessen, Provinz Oberhessen, Kreis Büdingen
- ab 1938: Deutsches Reich, Volksstaat Hessen, Landkreis Büdingen[10][Anm. 5]
- ab 1945: Amerikanische Besatzungszone, Groß-Hessen,[Anm. 6] Regierungsbezirk Darmstadt, Landkreis Büdingen
- ab 1946: Amerikanische Besatzungszone, Land Hessen, Regierungsbezirk Darmstadt, Landkreis Büdingen
- ab 1949: Bundesrepublik Deutschland, Land Hessen, Regierungsbezirk Darmstadt, Landkreis Büdingen
- ab 1972: Bundesrepublik Deutschland, Land Hessen, Regierungsbezirk Darmstadt, Wetteraukreis, Gemeinde Limeshain

## Bevölkerung

### Einwohnerstruktur 2011
Nach den Erhebungen des Zensus 2011 lebten am Stichtag dem 9. Mai 2011 in Hainchen 1221 Einwohner. Darunter waren 78 (6,4 %) Ausländer.
Nach dem Lebensalter waren 192 Einwohner unter 18 Jahren, 519 waren zwischen 18 und 49, 258 zwischen 50 und 64 und 252 Einwohner waren älter.
Die Einwohner lebten in 531 Haushalten. Davon waren 147 Singlehaushalte, 159 Paare ohne Kinder und 165 Paare mit Kindern, sowie 57 Alleinerziehende und 3 Wohngemeinschaften. In 105 Haushalten lebten ausschließlich Senioren und in 339 Haushaltungen leben keine Senioren.
Im Jahr 1961 wurden 703 evangelische  (90,01 %) und 60 katholische (7,68 %) Christen gezählt.

### Einwohnerentwicklung
| Hainchen: Einwohnerzahlen von 1834 bis 2022 | Hainchen: Einwohnerzahlen von 1834 bis 2022 | Hainchen: Einwohnerzahlen von 1834 bis 2022 | Hainchen: Einwohnerzahlen von 1834 bis 2022 | Hainchen: Einwohnerzahlen von 1834 bis 2022 |
| --- | ------------------------------------------- | ------------------------------------------- | ------------------------------------------- | ------------------------------------------- |
| Jahr |                                             |                                             |                                             | Einwohner                                   |
| 1834 | 1834                                        |                                             | 589                                         | 589                                         |
| 1840 | 1840                                        |                                             | 625                                         | 625                                         |
| 1846 | 1846                                        |                                             | 644                                         | 644                                         |
| 1852 | 1852                                        |                                             | 666                                         | 666                                         |
| 1858 | 1858                                        |                                             | 635                                         | 635                                         |
| 1864 | 1864                                        |                                             | 565                                         | 565                                         |
| 1871 | 1871                                        |                                             | 518                                         | 518                                         |
| 1875 | 1875                                        |                                             | 545                                         | 545                                         |
| 1885 | 1885                                        |                                             | 551                                         | 551                                         |
| 1895 | 1895                                        |                                             | 529                                         | 529                                         |
| 1905 | 1905                                        |                                             | 534                                         | 534                                         |
| 1910 | 1910                                        |                                             | 576                                         | 576                                         |
| 1925 | 1925                                        |                                             | 609                                         | 609                                         |
| 1939 | 1939                                        |                                             | 557                                         | 557                                         |
| 1946 | 1946                                        |                                             | 847                                         | 847                                         |
| 1950 | 1950                                        |                                             | 839                                         | 839                                         |
| 1956 | 1956                                        |                                             | 780                                         | 780                                         |
| 1961 | 1961                                        |                                             | 781                                         | 781                                         |
| 1967 | 1967                                        |                                             | 864                                         | 864                                         |
| 1970 | 1970                                        |                                             | 909                                         | 909                                         |
| 1980 | 1980                                        |                                             | ?                                           | ?                                           |
| 1990 | 1990                                        |                                             | ?                                           | ?                                           |
| 2000 | 2000                                        |                                             | ?                                           | ?                                           |
| 2011 | 2011                                        |                                             | 1.221                                       | 1.221                                       |
| 2015 | 2015                                        |                                             | 1.356                                       | 1.356                                       |
| 2019 | 2019                                        |                                             | 1.370                                       | 1.370                                       |
| 2022 | 2022                                        |                                             | 1.379                                       | 1.379                                       |
| Datenquelle: Historisches Gemeindeverzeichnis für Hessen: Die Bevölkerung der Gemeinden 1834 bis 1967. Wiesbaden: Hessisches Statistisches Landesamt, 1968. Weitere Quellen: LAGIS; Gemeinde Limeshain; Zensus 2011; 2022 |                                             |                                             |                                             |                                             |

## Kulturdenkmäler
Siehe: Liste der Kulturdenkmäler in Hainchen

## Infrastruktur
Durch den Ort verläuft die Landesstraße 3191. Westlich führt die Bundesautobahn 45 an Hainchen vorbei.
Im Ort gibt es:
- eine evangelische Kirche
- zahlreiche Fachwerkhäuser
- eine Mehrzweckhalle
- die Kindertagesstätte Abenteuerland
- einen Dorfladen[14]

## Persönlichkeiten
- Bernd Schneidmüller (* 1954), Historiker, geboren in Hainchen

## Flora und Fauna
In den Ortsteilen Hainchen und Himbach der Gemeinde Limeshain gibt es viele Streuobstwiesen, die seit langem das Landschaftsbild prägen. Die Streuobstwiesen sind unter anderem ein wichtiger Lebensraum für viele selten gewordene Vogelarten. Für den Gartenrotschwanz sind die Streuobstwiesen von Hainchen eines der Gebiete mit der höchsten Siedlungsdichten von Gartenrotschwänzen in ganz Hessen. Weitere typische Vogelarten, die in den Streuobstwiesen Hainchens vorkommen, sind Steinkauz, Wendehals und Grünspecht. 
Die Gemeinde Limeshain plant, für die erste interkommunale Landesgartenschau 2027 einen Streuobstlehrpfad anzulegen, um die Bedeutung dieser erhaltenswerten Flächen wieder mehr in den Fokus der Öffentlichkeit zu rücken und die Bürger und Bürgerinnen für dieses Thema zu sensibilisieren. In einem ersten Schritt erfolgte dafür im Jahr 2022 eine Bestandsaufnahme der vorhandenen Streuobstbestände innerhalb der Gemeinde.
Im Norden von Hainchen erstreckt sich zu beiden Seiten der Landstraße zwischen Lindheim und Hainchen das Naturschutzgebiet Im Rußland und in der Kuhweide bei Lindheim. Insbesondere für gefährdete Vogelarten ist das Naturschutzgebiet eines der letzten Rückzugsgebiete im Wetteraukreis und darüber hinaus. Der Große Brachvogel findet hier eines seiner letzten Vorkommen in ganz Hessen. Für den Wiesenpieper war das Naturschutzgebiet einst eines der bedeutendsten Brutgebiete im Wetteraukreis, allerdings ist sein Brutbestand stark zurückgegangen. Sehr stark profitiert von zahlreichen Naturschutzmaßnahmen, insbesondere der Anlage von Gewässern, haben beispielsweise die Bestände von Weißstorch und Laubfrosch, die einst im Gebiet ausgestorben waren.